# Scleropactes gaigei
Scleropactes gaigei là một loài chân đều trong họ Scleropactidae. Loài này được Pearse miêu tả khoa học năm 1915.